# ガンダールヴル
ガンダールヴル（古ノルド語: Gandálfr）は、北欧神話に登場するドヴェルグル（ドワーフ）の一人である。その名前の意は「魔法（ガンド）の心得のある妖精」であるとされている。
神話などは現存しておらず、神話詩集『古エッダ』（13世紀後半？）中の『巫女の予言』第12スタンザ、「ドヴェルグル一覧」と呼ばれるドヴェルグルの名が羅列されている部分で、他のドヴェルグルと同様にその名が記載されているのみである。『名の諳誦（増補版）』でも同様である。
サガ集『ヘイムスクリングラ』（13世紀前半）中の『ユングリング家のサガ』『ハールヴダンル黒髪王のサガ』『ハラルドル美髪王のサガ』には同名の人物（ガンダールヴル・アールヴゲイルスソン）が、「ヴィングルマルク（ノルウェーの一地域）の王」として登場する。
J・R・R・トールキンの小説『ホビットの冒険』『指輪物語』（20世紀中盤）に登場する魔法使いガンダルフの名は、このドヴェルグルの名に由来する。